# Elim (Wahlkreis)
Elim ist ein Wahlkreis in der Verwaltungsregion Omusati im Nordosten Namibias. Elim grenzt im Norden und Westen an die Wahlkreise Okalongo und Oshikuku sowie im Osten an die Region Oshana. Hauptort des Kreises ist das gleichnamige Dorf Elim, Residenz der Uukwambi-Könige. Elim war ein wichtiger Standort der Evangelisch-Lutherischen Kirche in Namibia (ELCIN).
Im Wahlkreis leben (Stand 2023) 13.400 Menschen auf einer Fläche von 471 Quadratkilometern.

## Wahlen
| Wahl | Name                | Partei | Stimmenanteil |
| ---- | ------------------- | ------ | ------------- |
| 1992 |                     |        |               |
| 1998 | Nangolo Mukwiilongo | SWAPO  | o. W. 1       |
| 2004 | Gerhard Shiimi      | SWAPO  | 96,7 %        |
| 2010 | Gerhard Shiimi      | SWAPO  | 98,6 %        |
| 2015 | Gerhard Shiimi      | SWAPO  | o. W. 1       |
| 2020 | Gerhard Shiimi      | SWAPO  | 77,10 %       |